# 杨小燕
杨小燕（1930年10月4日—），女，祖籍湖南新化，生于北京，美籍华裔桥牌大师，现任中国桥牌协会顾问。

## 生平
杨祖籍湖南新化县，出生于北京，其父是燕京大学教授杨开道，1949年移居美国。不久，杨在父母安排下与沈昌瑞（沈昌焕之弟）结婚，婚后开始学习桥牌。1967年杨与沈离婚，转而嫁给美籍华人企业家魏重庆。魏也是桥牌高手，以精确叫牌法的发明者闻名国际牌坛。在魏的鼓励下，杨师从多位名师，很快成为国际高手。
1969年，魏重庆和杨小燕代表中華民國出战百慕大杯，一举击败美国队，最终夺得亚军。1971年，杨辞去工作，成为专职牌手。此后，杨曾经三次代表美国国家桥牌队获得威尼斯杯世界冠军，两次获得世界队式锦标赛冠军，成为世界桥牌联合会的终身大师。
1987年，魏重庆去世，1992年，杨与现任丈夫建筑师桑德结婚，婚后随丈夫皈依犹太教。杨在1981年首次访问中华人民共和国，此后又多次访华，与邓小平、万里等中国领导人成为密友。后来并成为中国女桥牌队的教练和中国桥牌协会的顾问。